# Sigrid Großmann
Sigrid Großmann (* 1936 in Berlin) ist eine deutsche evangelische Theologin. Ihre Schwerpunkte sind Arbeiten zur feministischen Theologie und Ethik.

## Leben
Nach der Mittleren Reife besuchte Sigrid Großmann zunächst die Höhere Handelsschule in Saarbrücken. Danach arbeitete sie als Treuhandsekretärin in einem Steuerberaterbüro. 1962 machte sie das Abitur am Abendgymnasium. Von 1962 bis 1969 absolvierte sie ein Lehramtsstudium der Evangelischen Theologie und der Germanistik an der Universität des Saarlandes. Nach einer kurzen Tätigkeit als Deutschlehrerin am Goethe-Institut in Helsinki im Jahr 1969 war sie bis 1973 Wissenschaftliche Mitarbeiterin am Institut für Evangelische Theologie der Universität des Saarlandes bei Ulrich Mann. Von 1973 bis 1977 war sie dort als Akademische Rätin tätig. 1977 promovierte sie zur Dr. phil. mit einer Studie zur Gottesvorstellung Friedrich Christoph Oetingers. Danach war sie als Akademische Oberrätin an der Universität des Saarlandes tätig. Seit dem 31. Mai 1999 ist sie im Ruhestand.

## Publikationen (Auswahl)
- Friedrich Christoph Oetingers Gottesvorstellung. Versuch einer Analyse seiner Theologie, Göttingen 1979 (Studien zur Geschichte des Pietismus Bd. 18)
- Die Bewertung der Frau bei Martin Luther und in der neueren protestantischen Theologie, in: Frauen-Forum. Saarbrücker Wissenschaftlerinnen zu Frauenthemen, Saarbrücken 1984, S. 25–38
- Gottesbilder, in: Maria Kassel (Hg.): Feministische Theologie, Stuttgart 1988, S. 75–103
- Schöpfer und Schöpfung in der feministischen Theologie, in: Günter Altner (Hg.), Ökologische Theologie, Stuttgart 1988, S. 312–233
- Was will die feministische (Schöpfungs-) Ethik? Theologische Reflexion zum geistigen Erbe männlicher Schöpfungstheologie, in: AEJ-Studientexte 1, 1992, S. 20–28
- „Was macht dich so frech, also zu reden?“ Gesammelte Aufsätze zur feministischen Theologie, St. Ingbert 1996 (Sofie Bd.3)
- „Freut euch mit mir, denn ich habe gefunden, was ich verloren hatte.“Geschlechtergerechtes Erzählen in der Bibel, in: Eva D. Becker u. a.: „Sofies Fächer“. Wissenschaftlerinnen zu Frauenthemen, St. Ingbert 1998 (Sofie Bd. 9), S. 9–36